# Dirk R. Düwel
Dirk R. Düwel (* 1. Juni 1941 im Deutschen Reich) ist ein deutscher Fernsehmanager und Fernsehproduzent.

## Leben und Wirken
Düwel entstammt einer Journalistenfamilie und bewarb sich als junger Mann infolge einer Anzeige des Studio Hamburg, der zufolge Nachwuchskräfte für den Produktionsbereich gesucht wurden, bei dieser Produktionsstätte. Unter den 400 Bewerbern wurden vier genommen, darunter auch Düwel. 1965 begann er dort seine Tätigkeit als Lehrling und stieg die kommenden 15 Jahre die Karriereleiter bis zum Prokuristen auf. In dieser Zeit war Düwel auch an der Herstellung ambitionierter Produktionen wie Peter Zadeks Eiszeit mit O. E. Hasse und Eberhard Fechners Serie Tadellöser & Wolff beschäftigt. Mit Beginn der 1980er Jahre wechselte Dirk Düwel in die Geschäftsführung der Polyphon Film- und Fernsehgesellschaft. Hier begann er hin und wieder auch als Produzent zu arbeiten, so etwa 1984 als Gesamtleiter bei dem groß angelegten Fernsehsechsteiler Jenseits der Morgenröte mit dem Briten Julian Glover in der Hauptrolle.
Unmittelbar darauf holte ihn Studio Hamburg-Chef Gyula Trebitsch zu sich zurück, um mit ihm als Partner und Geschäftsführer sowie mit Tochter Katharina Trebitsch die Trebitsch Holding aufzubauen. Unter Düwels Leitung entstanden Fernsehhighlights wie Egon Monks Die Bertinis und die ZDF-Familienserie Diese Drombuschs. 1990 verkaufte Düwel seine Holding-Anteile und kehrte zum Studio Hamburg als geschäftsführender Gesellschafter zurück. Unter seiner Führung begann diese Produktionsstätte nunmehr auch mit privaten Fernsehsendern zu kooperieren und rückte mit rund 100 Millionen DM Umsatz in dieselbe Fernsehproduzenten-Liga wie Kirch, Bertelsmann, Bavaria und Endemol auf. Unter Düwels Führung entstanden TV-Dauerbrenner wie Großstadtrevier, Die Männer vom K3, Doppelter Einsatz, Tatort und Sesamstraße, aber auch diverse Einzelproduktionen wie Ende einer Leidenschaft, Das Hochzeitsgeschenk, Die einzige Chance, Kein Weg zurück, Der Mistkerl, Letzter Wille, Amok und Der Schamane. Der Pakt – Wenn Kinder töten von Miguel Alexandre wurde mit mehreren Fernsehpreisen ausgezeichnet.
Hin und wieder produzierte Dirk Düwel in den 1990er Jahren auch Kinofilme wie Das serbische Mädchen, Stadtgespräch und Ein Lied von Liebe und Tod – Gloomy Sunday. Düwel kooperierte in seiner langen Studio Hamburg-Karriere mit etablierten Altstargröße vom Schlage Heinz Rühmann, Peter Ustinov und Hannelore Elsner ebenso wie mit jungen Nachwuchstalenten. Im April 2002 nahm er Abschied von der persönlichen Produzententätigkeit und räumte auch den Stuhl des Geschäftsführers der Studio Hamburg Produktion. Düwel blieb als Geschäftsführer der Holding verbunden.

## Filmografie
- 1984: Jenseits der Morgenröte
- 1990: Das serbische Mädchen
- 1991: Müller und Miller (Serie)
- 1995: Stadtgespräch
- 1996: Der Pakt – Wenn Kinder töten
- 1996: Simones Entscheidung
- 1997: Die Gang (Serie)
- 1997: Ende einer Leidenschaft
- 1997: Das Hochzeitsgeschenk
- 1998: Die einzige Chance
- 1998: Der Hund aus der Elbe
- 2000: Kein Weg zurück
- 2001: Der Mistkerl
- 1999–2001: Delta Team – Auftrag geheim! (Serie)
- 1996–2002: Doppelter Einsatz (Serie)
- 2001: Liebeskrank
- 2002: Hilfe, ich bin ein Junge!
- 2002: Berlin, Berlin (Serie)